# Атлантически тайфунник
Атлантически тайфунник (Pterodroma incerta) е вид птица от семейство Procellariidae. Видът е застрашен от изчезване.

## Разпространение и местообитание
Разпространен е в Аржентина, Бразилия, Намибия, Света Елена, Възнесение, Тристан да Куня, Уругвай, Фолкландски острови и Южна Африка.